# A Retrospective (KRS-One)
A Retrospective è una raccolta del rapper statunitense KRS-One. Pubblicata il 22 agosto 2000, è distribuita dalla Jive Records. Alle produzioni, Showbiz, DJ Premier e Scott La Rock tra gli altri.

## Recensioni
| Recensione                    | Giudizio |
| ----------------------------- | -------- |
| AllMusic                      | [ 1 ]    |
| Robert Christgau              | A-       |
| The Rolling Stone Album Guide | [ 3 ]    |
| Uncut                         | [ 4 ]    |
| Entertainment Weekly          | B+       |
| Mixmag                        | [ 4 ]    |
| Mužik                         | [ 4 ]    |
| Q                             | [ 4 ]    |
| Spin                          | 8/10     |

La compilation riceve generalmente recensioni positive.
John Duffy per Allmusic gli assegna 4/5 stelle, recensendo positivamente la raccolta: «[...] KRS-One e più avanti DJ Scott La Rock sono stati al comando ai loro tempi con tracce diverse come My Philosophy, un brano critico su quello che era la cultura hip-hop dell'epoca e Sound of Da Police, che ha indicato la direzione di quello che in particolare sarà il West Coast rap negli anni successivi. Durante i suoi anni migliori, KRS ha messo in guardia i rapper emergenti sul fare i soldi facili (Love is Gonna Get'Cha) [...] tuttavia, all'inizio degli anni novanta il rap ha preso una direzione che nemmeno the Teacher poteva prevedere. La violenza e la misoginia hanno venduto più dischi rispetto alle lezioni su conoscenza e vegetarianismo. Detto ciò, A Retrospective funziona meglio come una dura lezione di storia sul primo grande periodo di transizione del rap, e soprattutto, sull'uomo che l'ha guidata, provando che è stato possibile essere intelligenti, letterati e percettivamente critici sulla cultura hip-hop emergente pur restando fedeli alle proprie radici.»
Entusiastica anche la recensione di Christgau, che vota l'opera con un "A-": «Ascoltando questa selezione legata a tutta la sua carriera, sei colpito da due cose. Primo [...] suona sempre come se stesso. Secondo, non suona mai come nessun altro della sua epoca – a eccezione dei Run-D.M.C., nell'antico South Bronx. Il suo modo di essere musicalmente diretto non ha parallelismi moderni. Sentire in solo posto South Bronx, The Bridge is Over, Criminal Minded, Black Cop, la sociologicamente perfetta e metafisicamente strana Love is Gonna Get'Cha e la caparbia lezione di storia Why is That? è per imparare che a volte tutto quello di cui un uomo ha bisogno per fare grande musica è un'idea in cui credere.».

## Tracce
1. My Philosophy – 5:36 (KRS-One)
2. I'm Still #1 – 5:09 (KRS-One)
3. South Bronx – 5:09 (testo: Lawrence Parker, Scott LaRock – musica: Ced Gee, DJ Scott La Rock, KRS-One)
4. Sound of da Police – 4:18 (testo: Parker – musica: KRS-One, Showbiz)
5. Love's Gonna Get'cha (Material Love) – 6:40 (testo: Parker, C. Toni – musica: Pal Joey)
6. Step into a World (Rapture's Delight) – 4:50 (testo: Parker, Jesse West, C. Stein, D. Harry, H. Palmer – musica: Jesse West)
7. You Must Learn – 3:51 (KRS-One)
8. Jack of Spades – 4:50 (KRS-One)
9. The Bridge Is Over – 3:25 (testo: Parker, LaRock – musica: Ced Gee, DJ Scott La Rock, KRS-One)
10. Jimmy – 4:11 (KRS-One)
11. Criminal Minded – 5:19 (testo: Parker, LaRock – musica: Ced Gee, DJ Scott La Rock, KRS-One)
12. Black Cop – 2:58 (KRS-One)
13. MC's Act Like They Don't Know – 4:55 (testo: Parker, Christopher Martin – musica: DJ Premier)
14. Why Is That? – 3:57 (KRS-One)
15. Outta Here – 4:28 (testo: Parker – musica: DJ Premier)
16. Essays on BDP-Ism – 5:01 (KRS-One)

Durata totale: 74:37

## Classifiche

### Classifiche settimanali
| Classifica (2000)         | Posizione massima |
| ------------------------- | ----------------- |
| Stati Uniti               | 200               |
| US Top R&B/Hip-Hop Albums | 62                |